# Tit Quinti Flaminí (cònsol 150 aC)
Tit Quinti Flaminí (en llatí: Titus Quinctius T. f. T. n. Flamininus) va ser un magistrat romà. Formava part de la família dels Flaminí, una branca de l'antiga gens Quíntia, originària d'Alba Longa.
Va ser elegit cònsol l'any 150 aC junt amb Mani Acili Balb. Va erigir un temple a la Pietat en el lloc on hi havia abans una presó, on una filla havia donat un notable exemple de pietat cap a la seva mare. Més tard el lloc va ser ocupat pel teatre de Marcel.
Segurament és el mateix personatge que el Tit Quinti Flaminí (ambaixador el 167 aC).